# Banu Razin
Els Banu Razín (àrab: بنو رزين, Banū Razīn) foren una nissaga que va governar l'emirat o taifa d'Albarrasí o d'as-Sahla. Eren d'ascendència amaziga i es van establir a la península Ibèrica al segle viii. A l'inici del segle xi, durant la fitna del Califat de Qúrtuba, van restar lleials als omeies cordovesos (Hixam II, 976-1009, 1009 i 1010-1013), però finalment van acabar donant suport a Sulayman al-Mustaín (1009-1010, 1010 i 1013-1016) que els va reconèixer el govern local d'as-Sahla, que van governar des d'aleshores fins a l'abril del 1104, quan el seu estat fou ocupat pels almoràvits.
El fundador de la dinastia fou Hudhayl ibn Khàlaf ibn Lubb ibn Razín (1013-1045). A la seva mort el va succeir el seu fill Abu-Marwan Abd-al-Màlik ibn Hudhayl Djabr al-Dawla, que fou conegut també per Husam al-Dawla (així l'esmenten algunes fonts, però que en realitat era el seu títol anterior a pujar al tron) i va tenir un llarg govern de quasi 60 anys. El va succeir el seu fill Yahya ibn Abd-al-Màlik al que el seu pare va concedir el seu antic títol, que el fill va portar al pujar al tron el 1103, i fou el darrer sobirà.

## Emirs Banu Razin
- Hudhayl ibn Khàlaf ibn Razín Izz-ad-Dawla (1013-1045)
- Abd-al-Màlik ibn Hudhayl ibn Razín Jabr-ad-Dawla (1045-1103)
- Yahya ibn Abd-al-Màlik Hussam-ad-Dawla (1103-1104)